# Enzo Maqueira
Enzo Sebastián Maqueira, mais conhecido como Enzo Maqueira (Buenos Aires, 5 de novembro de 1977) é um escritor e jornalista argentino.
Formou-se em Comunicação Social no Centro de Altos Estudios en Ciencias Exactas de Buenos Aires, também é professor universitário, editor, músico e actor. 
Seus últimos trabalhos foram "Ruda macho" (2010) e "El impostor" (2011). Além de livros esteve presente em importantes publicações como a Revista Lea, com “La cachiporra de la democracia. Los medios de comunicación y la estúpida clase media argentina”, de Buenos Aires, na edição de dezembro de 2004, pela Editoral Latinoamericana. Ele foi editor adjunto da revista Ler e trabalhou na mídia impressa e rádio várias. Ja tem vários livros publicados, entre eles Cortazar, cronópios e compromissos (2003), Liberdade Tracker (2004), e o livro de Crônicas e Histórias de Prostitutas(2008). Maqueira também é co-fundador da publicação Outsider.
Dentro do meio artístco e jornalístico Maqueira é conhecido por interagir em vários ámbitos, principalmente actuando e fomentando o jornalismo literário.

## Livros
- 2011: El Impostor, Ed. Lea, Buenos Aires, outubro de 2011.
- 2010: Ruda macho, Ed. Lea, Buenos Aires, novembro de 2010, 160 págs.
- 2008: Historias de putas, Ed. Lea, Buenos Aires, abril de 2008, 150 págs.
- 2004: Cortázar, el perseguidor de la libertad, Ed. Lea. Buenos Aires, abril de 2004. 90 págs.
- 2003: Cortázar, de cronopios y compromisos, Ed. Longseller. Buenos Aires, março de 2003. 160 págs.